# Puchar Mistrzów IFF
Puchar Mistrzów IFF (Champions Cup) – międzynarodowy turniej organizowany przez Międzynarodową Federację Unihokeja (IFF) dla najlepszych europejskich klubów z tytułem mistrzowskim z krajów, które w rankingu IFF zajmują miejsca od 1 do 4. Turniej ten jest imprezą coroczną organizowaną od roku 2011, wcześniejszej odbywał się pod nazwą Pucharu EuroFloorball.

## Historia
Puchar Mistrzów IFF został wydzielony z Pucharu Eurofloorball w 2011 roku. Pierwsza edycja tego prestiżowego turnieju odbyła się w październiku 2011 r. w mieście Mlada Boleslav w Czechach. Najbardziej utytułowanym klubem męskim jest Szwedzka drużyna IBF Falun, która po puchar sięgnęła trzykrotnie, natomiast wśród kobiet dwukrotnie zwyciężyła drużyna IF Djurgårdens IBF również ze Szwecji. W 2015 roku wprowadzono nowe zasady rozgrywania turnieju i skrócono go z 5 do 3 dni.

## Zasady uczestnictwa
W turnieju biorą udział tylko mistrzowie poszczególnych krajów europejskich zajmujących miejsce od 1 do 4 w rankingu IFF.  Każdorazowo w imprezie może wystartować 6 klubów męskich i 6 klubów żeńskich. Pięć miejsc jest zarezerwowane dla drużyn ze szczytu rankingu, przy czym dwa miejsca dostaje organizator imprezy, szóste miejsce jest dla zwycięzcy Pucharu Eurofloorball z poprzedniego sezonu. Zwycięzca turnieju dostaje 10 000 CHF a za drugie miejsce nagroda wynosi 5 000 CHF.

## Mężczyźni
Tabela zwycięzców po zmianie zasad w 2011 roku.
| Rok  | Organizator                                   | 1.miejsce                                     | Wynik                                         | 2.miejsce                                     |
| ---- | --------------------------------------------- | --------------------------------------------- | --------------------------------------------- | --------------------------------------------- |
| 2011 | Mladá Boleslav                                | SSV Helsinki                                  | 4:3                                           | Tatran Omlux Střešovice                       |
| 2012 | Umeå                                          | Storvreta IBK                                 | 6:3                                           | IBK Dalen                                     |
| 2013 | Tampere                                       | IBF Falun                                     | 7:5                                           | SPV                                           |
| 2014 | Zurych                                        | IBF Falun                                     | 12:0                                          | Happee Jyväskylä                              |
| 2015 | Mladá Boleslav                                | IBF Falun                                     | 3:2                                           | SV Wiler-Ersigen                              |
| 2016 | Borås                                         | Storvreta IBK                                 | 2:1                                           | SC Classic                                    |
| 2017 | Seinäjoki                                     | IBF Falun                                     | 7:4                                           | SC Classic                                    |
| 2019 | Gävle                                         | SC Classic                                    | 10:3                                          | Storvreta IBK                                 |
| 2020 | Ostrava                                       | Storvreta IBK                                 | 10:4                                          | SC Classic                                    |
| 2021 | Sezon niedokończony wskutek pandemii COVID-19 | Sezon niedokończony wskutek pandemii COVID-19 | Sezon niedokończony wskutek pandemii COVID-19 | Sezon niedokończony wskutek pandemii COVID-19 |
| 2022 | Sezon niedokończony wskutek pandemii COVID-19 | Sezon niedokończony wskutek pandemii COVID-19 | Sezon niedokończony wskutek pandemii COVID-19 | Sezon niedokończony wskutek pandemii COVID-19 |
| 2023 | Lempäälä                                      | IBF Falun                                     | 2:1                                           | SC Classic                                    |
| 2024 | Praga                                         | Tatran Střešovice                             | 6:4                                           | IBF Falun                                     |

## Kobiety
Tabela zwycięzców po zmianie zasad w 2011 roku.
| Rok  | Organizator                                   | 1.miejsce                                     | 2.miejsce                                     |
| ---- | --------------------------------------------- | --------------------------------------------- | --------------------------------------------- |
| 2011 | Mladá Boleslav                                | IF Djurgårdens IBF                            | SC Classic                                    |
| 2012 | Umeå                                          | IKSU                                          | SC Classic                                    |
| 2013 | Tampere                                       | Rönnby IBK                                    | SB-Pro                                        |
| 2014 | Zurych                                        | IF Djurgårdens IBF                            | 1. SC Vitkovice                               |
| 2015 | Mladá Boleslav                                | KAIS Mora IF                                  | SC Classic                                    |
| 2016 | Borås                                         | Pixbo Wallenstam                              | SC Classic                                    |
| 2017 | Mladá Boleslav                                | IKSU                                          | SC Classic                                    |
| 2019 | Seinäjoki                                     | IKSU                                          | 1. SC WOOW Vítkovice                          |
| 2020 | Ostrava                                       | Taby FC IBK                                   | Kloten-Dietlikon Jets                         |
| 2021 | Sezon niedokończony wskutek pandemii COVID-19 | Sezon niedokończony wskutek pandemii COVID-19 | Sezon niedokończony wskutek pandemii COVID-19 |
| 2022 | Sezon niedokończony wskutek pandemii COVID-19 | Sezon niedokończony wskutek pandemii COVID-19 | Sezon niedokończony wskutek pandemii COVID-19 |
| 2023 | Lempäälä                                      | Thorengruppen                                 | TPS                                           |
| 2024 | Mölnlycke                                     | Thorengruppen                                 | Pixbo Wallenstam                              |